# Місто Сонця
«Місто Сонця» (італ. La città del Sole; лат. Civitas Solis) — філософський твір Томмазо Кампанелла, «поетичний діалог», одна з найвідоміших утопій і найвідоміший твір його автора. Написаний у в'язниці інквізиції близько 1602 року італійською мовою, вперше опублікований 1623 року у Франкфурті латинською мовою як додаток до «Політики» — третьої частини «Реальної філософії». У тексті очевидний вплив «Держави» Платона та «Утопії» Томаса Мора, однак «Місто Сонця» відрізняється від них наявністю астрологічного контексту. Праця Томмазо Кампанелли містить опис «ідеальних», на думку автора, елективних генітур (гороскопічних елекцій), пов'язаних з питаннями підбору оптимального часу для злучки домашньої худоби (овець, коней, корів, домашньої птиці), зачаття і заснування міст. Нової популярності «Місто Сонця» набуло з середини XIX століття в контексті соціал-демократичних і комуністичних рухів, на думку Карла Каутського Кампанелла був одним з «попередників наукового соціалізму». Цю ідею використала радянська історіографія. Володимир Ленін вважав деякі ідеї, висловлені в «Місті Сонця», придатними для монументальної пропаганди. В історіографії XX століття співіснують полярно несхожі інтерпретації ідеалу «Міста Сонця» — сцієнтистський і теологічний.

## «Місто Сонця» в контексті творчості Кампанелли
Олександр Горфункель підкреслював, що утопія Кампанелли не була плодом кабінетних роздумів вченого-ерудита. Протоколи слідства щодо калабрійської змови 1599 року дозволяють прийти до висновку, що громадську програму домініканець сформулював під час підготовки до повстання. Образ ідеальної республіки, «де всі будуть жити громадою», зустрічався як у проповідях перед народом, так і в тюремних писаннях Калабрійця. Деякі свідчення стверджують, що після перемоги повстання «монархом світу» повинен був стати сам Кампанелла, який шляхом астрологічних розрахунків встановив, що велике перетворення світу мало початися ювілейного 1600 року. Центром майбутньої досконалої республіки мала стати гора Стіло. У змісті опублікованої утопії відбилися характерні деталі устрою суспільства змовників, зокрема білий одяг майбутніх членів громади, єдність духовної та світської влади і роль астрології.
Л. Воробйов зазначав, що, по суті, дослідження «Міста Сонця» саме як літературного твору не проводилося, художня оцінка обмежувалася стилістикою. Текст Кампанелли вже кілька століть вважають прикладом «грубої» латини, проте Л. Воробйов наполягав, що автор мав рацію, називаючи свій твір «поетичним діалогом». Емоційно-естетичний бік «Міста Сонця» підпорядкований ідейному змісту, демонструючи єдність зображення і думки. У тексті немає найважливішої прикмети романтичного жанру — індивідуальних людських характерів: співрозмовники «позбавлені видимих людських рис, їх майже не видно». Справжнім естетичним феноменом тексту Кампанелли є людська думка, «яка прагне за рамки дійсності»

## Зміст

### Спільність Міста Сонця
Попри те, що діалог у «Місті Сонця» є формальним, герої несуть певне символічне навантаження. За Л. Фірпо і С. Річчі, генуезький моряк, який повідомляє про Місто Сонця, служив на ескадрі Христофора Колумба. Його співрозмовник, який є пасивним слухачем, — лицар Ордена госпітальєрів. Розповідь починається з опису Міста Сонця, зведеного навколо високого пагорба, що височіє над навколишньою рівниною. Заснували його філософи Індії, які вирушили на острів Тапробану; Л. Фірпо, ґрунтуючись на словах «острів лежить під екватором», ототожнював його з Суматрою. Місто має геометричну форму і з чотирьох сторін розсічене центральними вулицями — по сторонах світу. «Сім великих поясів, або кіл, які називаються на честь семи планет» і оточують усе місто, одразу ж вводять у коло астрологічних ідей Кампанелли, який пов'язує розумний громадський устрій з вивченням законів природи, втіленням яких є рух небесних світил. Аркади і галереї для прогулянок, а також зовнішні стіни укріплень і будівель, прикрашені чудовим живописом, все вінчає храм, споруджений на самій вершині пагорба. На вівтарі цього храму земний і небесний глобуси, а купол вміщує зображення всіх зір аж до шостої величини, і з зовнішньої сторони його вінчає флюгер.
Основу утопії Кампанелли становило скасування причини нерівності, тобто приватної власності, тому всі солярії (жителі Міста Сонця) є водночас і багатими і разом з тим бідними: багатими — бо в них є все, бідними — тому що вони не мають жодної власності, і тому не вони служать речам, а речі служать їм". Практично всі сучасники і дослідники наступних поколінь звертали увагу на тезу Кампанелли про скасування моногамної сім'ї, оскільки з існування сім'ї чернець-домініканець виводив виникнення приватної власності і соціальної нерівності, бо наявність окремого житла і власної дружини та дітей виховує себелюбство. Тут явно простежується вплив «Держави» Платона та власного монастирського досвіду Кампанелли, але є й безперечні нововведення. Найважливіше з них — устрій суспільства соляріїв на «науковій» основі. Оскільки сім'ю ліквідовано, то й виробництво, виховання потомства переходить у руки держави згідно з біологічними і астрологічними показниками. Кампанелла писав у своїй утопії, що чоловіків і жінок змалку виховували так, що вони вірили в могутність науки та її творців, працювали і жили радісно, відчуваючи причетність до усіх діянь держави, створеної заради загального блага. Держава втручається в дітонародження, оскільки особисті почуття в соляріїв відокремлені від виробництва потомства. Кампанелла був щиро переконаний, що його євгенічні прагнення можна реалізувати лише у разі, якщо люди підуть за ними з власної волі. Як і багато інших пророків і утопістів, він вважав, що відкритий ним «новий закон» зведе нанівець негативні боки людської натури і поступово весь світ стане жити за звичаями Міста Сонця. Щоб цього домогтися, Кампанелла розробив раціональні принципи виховання та навчання дітей, які згодом справили величезний вплив на доктрину Яна Амоса Коменського.

### Громадське виховання та поділ праці
Немовлят одразу після вигодовування передають у руки призначених державою вихователів і виховательок, де вони до семи років навчаються у формі гри. Навчання відбувається і під час прогулянок, оскільки всі стіни міста покриті зображеннями каменів, мінералів і металів, морів і річок, озер і джерел, снігу, грози і всіх повітряних явищ. На стінах зображені «всі види дерев і трав, а інші з них ростуть там у горщиках на виступах зовнішньої стіни будівель»; "різноманітні породи риб, птахів, тварин «і все, що гідне вивчення, представлене там у дивовижних зображеннях та супроводжується пояснювальними написами». Спеціальне коло стін виділене для математичних фігур і мап усіх регіонів Землі, а інше коло стін — для ремесел та їх застосування. При цьому держава виділяє спеціальних наставників, які здатні детально роз'яснити суть кожного зображення. Солярії — жителі Міста Сонця — дбають і про фізичний розвиток майбутніх поколінь; природні схильності проявляються під час відвідування майстерень різних спеціальностей. Кампанелла чудово розумів, що праця є прокляттям людства і тому поклав в основу своєї утопії загальну участь у праці. Солярії шанують тих, «хто вивчив найбільше мистецтв і ремесел і хто вміє застосовувати їх з великим знанням справи». Робочий день не перевищує 4-х годин (йдеться про фізичну працю), решту часу можна присвячувати наукам, розвиткові розумових і тілесних здібностей. Час звільняється завдяки застосуванню технічних нововведень. Також якісь езотеричні засоби допомагають врожаю зійти, дозріти і зберігатись. Є й поділ праці, але в його основі біологічні показники: хоча жінки рівні чоловікам, але звільнені від особливо важких видів робіт. Кампанелла полемізував з Арістотелем, який стверджував, що жіноча природа несумісна з військовою справою: у соляріїв жінки отримують фізичне виховання і навчаються поводженню зі зброєю. У разі потреби, вони можуть захистити себе і свою вітчизну. «Жодний тілесний недолік не звільняє їх від роботи» — людей похилого віку залучають до нарад, каліки, сліпі служать там, де можуть працювати; а найбільш нездатний «служить спостерігачем, доносячи державі про все, що почує».
За словами Альфреда Штеклі, основна «євгенічна» установка Кампанелли вимагала радикальної перебудови побуту. Солярії не мають індивідуальних помешкань і ночують у загальних спальнях, сенс яких полягає саме в тому, що вони розділяють людей різної статі: одні призначені лише для жінок, інші — тільки для чоловіків. Кампанелла докладно описав, як і де зустрічаються пари, призначені для дітонародження. У соляріїв «ходіння групами» пов'язане не лише з потребами виробництва: все життя побудоване так, щоб виключити спокусу недозволених усамітнень і всіляко перешкоджати випадковим зляганням.

### Теократична державність

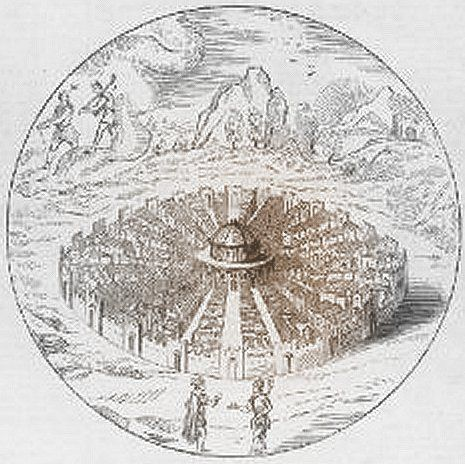
Ілюстрація з французького видання книги Антон Франческо Доні Les Mondes, celestes, terrestres et infernaux (1578), яку часто помилково використовують для «Міста Сонця»

Утопія Кампанелли була теократичною. Світова держава, за яку він боровся, була необхідна для глобальної магічною реформи, внаслідок якої каста священиків-магів буде підтримувати в Місті вічне щастя, добробут і доброчесність, а релігія Міста повністю узгоджуватиметься з науковою картиною світу — під якою фра Томмазо розумів природну магію. Переважна більшість соляріїв займаються фізичною працею, тоді як організація виробництва, наукове і політичне керівництво цілком належить касті жерців. за словами Френсіс Єйтс, до римського ідеалу всесвітньої імперії, який повертається разом з новим золотим віком, і платонівського ідеалу держави, якою керують філософи, Кампанелла додав третій ідеал — вічну і невразливу єгипетську державу священицької магії. Правитель Міста Сонця іменується «Сонцем» або Метафізиком і позначається астрологічним символом (). Це одночасно священик, цар, вища духовна і світська влада. Метафізик має співправителів — Міць, Мудрість та Любов, що відповідають світовим стихіям, які відають основними галузями життя солярійців. Ці четверо правителів призначають керівників усіх інших рівнів. Політична влада невіддільна від священнослужіння, оскільки Метафізик і решта проводять богослужіння і сповідують громадян. При храмі, який увінчує ідеальне місто, є колегія з 12 жерців-астрологів, які спеціально розраховують вплив зірок на людські справи. Ці 12 займаються регулюванням небесних впливів і всіх боків людського життя, включаючи запліднення рослин, тварин і людей. Навіть високорозвинена наука і техніка соляріїв створена і керується священством. Це далеко не випадково: Кампанелла виходив з уявлення про первинність духовної єдності в житті суспільства. У «Політичних афоризмах» він писав, що спільність душ можна створити і зберегти завдяки «заснованій на науці релігії, яка є душею політики і захистом природного закону».

### Управління утопічною громадою
Місто Сонця не є демократією. В громаді існує Велика Рада, що включає всіх громадян від 20 років і старше, вона збирається двічі за місячний місяць, але її функції дуже обмежені: вона лише обговорює порядок виконання обов'язків посадовими особами, а громадяни мають можливість на ній висловитися про наявні недоліки. Справжнє ж обговорення державних справ і вибір посадових осіб здійснює не Велика рада: вона лише намічає кандидатури. Кожного восьмого дня збираються всі посадові особи — від верховного правителя до начальників загонів — десятників, напівсотників і сотників. Вони й обирають правителів, що відають основними галузями господарства і управління. Вищі правителі незмінні, а посадові особи, хоча й замінюються, але Кампанелла ніяк не визначив процедуру цієї заміни.
Кампанелла підкреслював, що не лише вищі правителі держави, але й всі чиновники Міста Сонця є освіченими спеціалістами і саме завдяки своїм спеціальним пізнанням займають відповідні посади: у віданні правителя Мудрості перебувають Астролог, Космограф, Геометр, Історіограф, Поет, Логік, Ритор, Граматик, Медик, Фізик, Політик, Мораліст, Економіст, Астроном, Музикант, Перспективіст, Арифметик, Живописець, Скульптор. Під початком правителя Любові перебувають: Завідувач дітонародженням, Вихователь, Медик, Завідувач одягом, Агроном, Скотар, Стадовод, Завідувач прирученням тварин, Головний кухмістр, Відгодовувальник. Правителю Міці підпорядковані Стратег, Начальник борців, Ковальських справ майстер, Начальник арсеналу, Скарбник, Завідувач карбуванням монети, Інженер, Начальник розвідки, Начальник кінноти, Начальник піхоти, Конюший, Головний гладіатор, Начальник артилерії, Начальник пращників і Юстиціарій, — «а їм всім підпорядковані особливі фахівці».
Інститутів суду і примусу Місто Сонця не знає. Смертна кара існує, «проти волі держави, або проти Бога, або проти вищої влади», а також за насильство, якщо його скоїли свідомо і навмисно. У Місті Сонця текст нечисленних законів вирізаний на колонах біля дверей храму, де й здійснюється правосуддя. Суддями служать безпосередні начальники підсудного, вирок можна оскаржувати перед трьома правителями — заступниками Метафізика. При цьому розгляд переноситься на інший день. На третій день справу може розглянути Метафізик, в іншому разі вирок набуває чинності. Тортури не застосовують. Для викриття необхідні п'ятеро свідків: солярії завжди працюють і навіть пересуваються загонами. Кампанелла висунув вимогу пропорційності злочину і покарання, в старозавітному дусі. Теоретичним обґрунтуванням цих поглядів є природне право, «яке не додає понад природних законів нічого, крім таїнств, які сприяють їх дотриманню». Природне право є божественним і веде світ до гармонії і порядку, бо кожна річ має свою мету. Юрист, за Кампанеллою, — той самий маг, який не обмежується пізнанням, як філософ, але діє, ґрунтуючись на знанні найглибших взаємозв'язків речей. Однак Кампанелла не схвалював адептів юдиціарної астрології, оскільки вона суперечила свободі волі.
За Кампанеллою, тільки приватною власністю і наявністю сім'ї пояснюються розбій, підступні вбивства, зґвалтування, інцест і блуд. Сам спосіб життя Міста Сонця усуває заколоти підданих, оскільки до них призводить свавілля посадових осіб, їх свавілля або бідність і надмірне приниження народу. Після створення справедливого суспільства зникнуть низькопоклонство, брехня, злодійство, неохайність, пиха, гордість, лестощі, неробство, розпуста, вбивства дітей в утробі матері та ін. Ідеальні солярії Кампанелли наймерзеннішою з вад вважали гордість, а також переслідували невдячність і злість, зневагу, лінощі, смуток, гнівливість і блазенство, а також брехню. Він проявив себе безумовним прибічником смертної кари (шляхом побиття камінням або самоспаленням на багатті з пороху). Крім смертної кари Кампанелла вважав необхідними такі засоби впливу як вигнання, бичування, догану, відлучення від церкви і заборону спілкуватися з жінкою. Покарання розглядалося як засіб спокутування гріха, провини проти спільного блага.

## Інтерпретація

### XIX—XX століття
Практично всі дослідники, незалежно від їх теоретичних і суспільних поглядів, іменували ідеал Кампанелли комуністичним. Олександр Горфункель категорично стверджував, що на відміну від Томаса Мора, Кампанелла розглядав свою утопію як реальну політичну програму, яка мала реалізуватись в Італії після перемоги повстання 1599 року. «Місто Сонця» — це белетризована ідея Кампанелли, яку він сподівався здійснити до кінця свого життя, намагаючись послідовно використовувати для цієї мети іспанську монархію, католицьку церкву і французьку монархію. Рівною мірою, «Місто Сонця» нерозривно пов'язане з усією сукупністю філософських і політичних творів Кампанелли. Характерно, що утопія Томмазо Кампанелли дратувала саме католицьких дослідників його творчості: так Р. Амеліо вважав, що сонячний міф це ілюстрація невідповідності між веліннями розуму і Євангельським вченням, а Дж. Ді Наполі вважав, що це — метафора дохристиянського стану суспільства, причому ліквідацію приватної власності та сім'ї вважав недоліками ідеальної держави, побудованої на чисто філософських засадах.
З іншої позиції ідеал Кампанелли критикували позитивісти: А. Фогт у курсі своїх лекцій 1906 року стверджував, що утопія Кампанелли була прямим наслідуванням платонівського ідеалу держави, але все філософське у Платона він замінив на ієрархію. Фогт вважав, що утопія Кампанелли вкрай примітивна, що пояснювалося тюремним ув'язненням її автора, малим життєвим досвідом: «він перемагає всі перешкоди польотом своєї фантазії». Дослідник наполягав, що ідеал Кампанелли і хід його думок були суто світськими, а ті, хто стверджував про релігійний базис Міста Сонця, плутали релігію з ієрархією.
В «Історії соціалізму» Карла Каутського розділ про Кампанеллу написав Поль Лафарг, який, в принципі, дуже високо оцінював суспільний ідеал домініканця. Він не заперечував глибоко містичного умонастрою Кампанелли і його претензій на роль пророка, і визнавав, що Кампанелла не міг написати нічого, що б не містило його «ідеалістичної та містичної філософії, а також астрологічних забобонів», і намагався знайти кабалістичні відповідності до деяких пасажів «Міста Сонця». Саме Поль Лафарг припустив, що низку ідей для книги Кампанелла запозичив з особливостей розвитку та функціювання імперії Інків, а також використовував назву, яку носила столиця інків. Пізніше цю точку зору намагався обґрунтувати французький індіаніст Луї Боден у книзі «Соціалістична імперія інків».
Френсіс Єйтс у своєму дослідженні «Джордано Бруно і герметична традиція» прямо стверджувала, що "визнати «Місто Сонця» проєктом впорядкованої держави… можна лише через непорозуміння. Головною метою утопії Кампанелли було «набуття благодаті зір», тобто гармонії з небесними світилами. На думку дослідниці, всі паралелі утопії Кампанелли з античними та сучасними йому зразками вторинні; як цілісна система Місто Сонця перебуває найближче до образів трактату «Пікатрікс». Згідно з Ф. Єйтс, назву трактату Кампанелла запозичив у Джордано Бруно; паралелі між пантеїстичним містицизмом і християнством в обох мислителів вельми показові. Однак, Кампанелла прямо засуджував кабалістичний містицизм. Ф. Єйтс стверджувала, що ще Джордано Бруно намагався адаптувати герметичну схему космосу до загальників — класичної мнемонічної техніки, давши систему запам'ятовування на магічних образах у книзі «Про тіні ідей». Аналогічні теми можна знайти й у Кампанелли, ба більше, «Місто Сонця» можна розглядати як книгу загальників. На думку дослідниці, учень Кампанелли — Тобіас Адамі між 1611 і 1613 роками відвіз рукописи наставника до Німеччини, де спілкувався з Іоганном Андрее. Інший конфідент Андрее — Вензе — спілкувався з Кампанеллою в Неаполі в 1614 році. Відповідно, вплив Кампанелли на розенкрейцерську утопію виявляється дуже великим і глибоким.

### XXI століття
Сучасна дослідниця творчості Кампанелли Джермана Ернст стверджувала, що попри явний зв'язок ідей повстання 1599 року і «Міста Сонця», відверто неортодоксальних ідей в утопії домініканця немає. Кампанелла дуже тонко підійшов до розгляду зв'язку між природною релігією і християнством. Християнство, як вираження Божественної раціональності, не може не збігатися з природною релігією. При цьому солярії, як нащадки давнього населення Індії, дотримуючись чистої релігії законів природи, і не відаючи Одкровення, легко зможуть перейти в християнство. Ця теза — послання Кампанелли християнському світу. За Дж. Ернст, об'єднувальна сила християнства полягала в примиренні людей і гармонії з природою. У трактаті «Про найкращу державу», який Кампанелла опублікував у Парижі, що перекликається змістовно з «Містом Сонця», він розглядав зокрема і суперечливі з погляду віровчення питання, особливо спільність дружин і відокремлення романтичного кохання від дітонародження. Кампанелла повторив свою тезу про те, що природним станом людини є спільність майна, тоді як соціальний поділ і приватна власність є наслідком історичного розвитку людства. Спільність дружин, наполягав Кампанелла, є також результатом турботи про суспільне благо, бо гарне потомство позбавляє людство від страждань і шкоди від незаконних нащадків та іншого. Спільність дружин відповідає законам природи, бо єдиним призначенням життя є його продовження. Звідси випливає, що статеву сферу починають сприймати як гріховну тільки тоді, коли вона стає забороненою, чого немає за прагматичного до неї ставлення в руслі природних законів.
Джермана Ернст заново поставила питання про походження назви «Міста Сонця». В книзі пророка Ісаї (Ос. 19:18) сказано: «Того дня п'ять міст у Єгипетськім краї будуть розмовляти мовою Ханаанською і клястися Господом Саваотом; одне назветься містом сонця». Однак і в творах авторів, які сильно вплинули на Кампанеллу — особливо Марсіліо Фічіно, зустрічається звеличення Сонця, що дарує життя і рух усім речам, а це було близько до власної філософії Калабрійця. За Дж. Ернст, на Кампанеллу справді могли дещо вплинути образи імперії Інків — у творі Джироламо Бенцоні «Історія Нового світу» (Венеція, 1565) наводилася історія хрещення «Атауальпи, останнього царя Перуанського», який спочатку заперечував Христа тому, що Він помер на хресті, тоді як Сонце не вмирає ніколи.
Сучасна дослідниця Сільвія Річчі відзначала, що «Місто Сонця» є однією великою метафорою, яка дозволяє через географічні та архітектурні схеми представити місто як осередок сенсів, що виражають релігійні й політичні погляди автора. С. Річчі починала аналіз утопії Міста Сонця з констатації одного протиріччя: з одного боку, утопічна громада замкнута і самодостатня, і не заохочує контакти своїх підданих з зовнішнім світом, з іншого, — солярії підтримують культурні та торговельні зв'язки з іноземними державами. Таке розмежування існує і всередині Міста Сонця, яке явно протистоїть сільській периферії, розглядуваній як щось нице і негативне відносно міського середовища. У село засилають нездатних городян або дітей, які не змогли піднятися в інтелектуальному плані. В архітектурному сенсі Місто будується по вертикалі, маючи в плані кругову форму. Вертикаль Міста змушує всіх його жителів і кожного з них окремо щодня фізично здійснювати сходження до Божественної єдності і досконалості. У соціальному плані цим підкреслюється всемогутність Метафізика, який поєднує духовну і світську владу. С. Річчі характеризувала політичні погляди самого Кампанелли як «нео-гвельфські».
Сільвія Річчі вважала також, що в символічному просторі «Міста Сонця» зашифроване протистояння минулого і майбутнього. Сама назва Міста несе як екзотичний відтінок, так і обітницю оновлення. З цієї причини на самому початку оповіді згадується Колумб — першовідкривач Нового світу. Новий географічний простір характеризується новим способом життя і соціальним устроєм. Одним з лейтмотивів «Міста Сонця» є періодичне зіставлення Міста і власної реальності Кампанелли, і не на користь останньої. У результаті, майже нескінченний простір, що оточує ідеальне Місто, оснований на звичаях, які не повинні підтримуватися, несправедливих законах і помилкових віруваннях. Вони повинні поступитися новому способу життя, світові загальної гармонії. Міське середовище соляріїв повністю віддзеркалює потреби людини, як культурні, так і соціальні. Створивши гармонійну сім'ю, солярійці відкинули інший світ і відгородилися від його вад і несправедливості. Суспільство соляріїв самодостатнє і тому вкрай обережно ставиться до іноземців і перешкоджає соляріям залишати свою громаду. Додатковою деталлю в цьому контексті є те, що в приміщеннях соляріїв вікна спрямовані в бік храмової гори; згідно з С. Річчі, ця деталь — не другорядна. Водночас, солярії рівною мірою заперечують військову, соціальну та ідеологічну експансію. Проте, деякі обрані подорожують країнами зовнішнього світу, щоб збирати нове знання, деякі досягнення можуть використовуватися і соляріями. Кампанелла явно демонстрував, що знання є єдиним методом зміни наявного суспільства. Первинною, однак, є зміна людської природи, тобто реконструкція психіки, інтелекту і моралі, що й створить нову модель стосунків між суспільством та індивідом.

## «Місто Сонця» і техніка

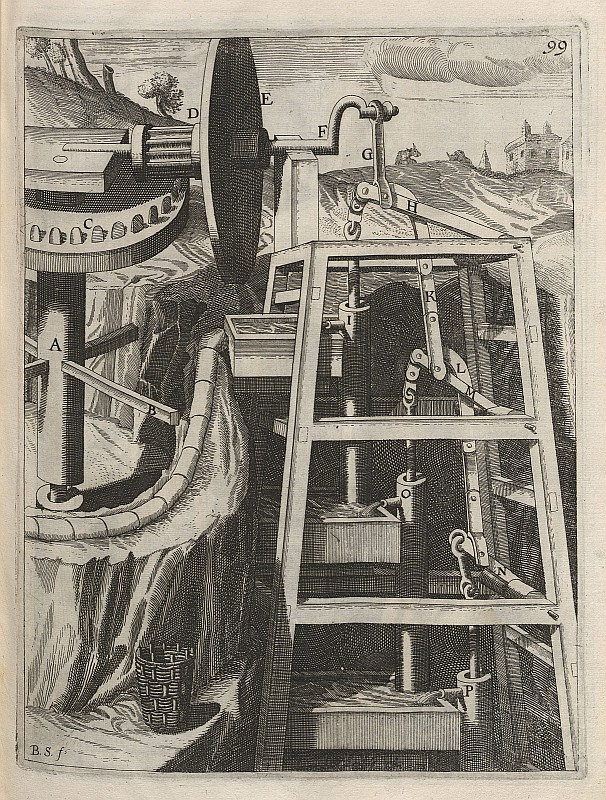
Водопідйомний пристрій. Гравюра Георга Беклера з книги «Theatrum Machinarum Novum» (1661)

Філліс Голл (США) у своєму дослідженні 1993 року поставила питання про те, що «Місто Сонця», по-перше, було однією з перших утопій, у якій техніка лежить в основі суспільного добробуту; по-друге, це важливе джерело з власним уявленням Кампанелли про майбутній технічний розвиток. Кампанелла був лише одним із соціальних критиків Пізнього Відродження, нарівні з Ортензіо Ландо, Ніколо Франко і Фраческо Доні. Ландо в 1548 році здійснив італійський переклад «Утопії» Томаса Мора; Доні, почавши коментар до перекладу Ландо, 1552 року опублікував власну утопію — «Новий світ». Між ними і «Містом Сонця» існує відома паралель, хоча точний вплив Доні на Кампанеллу поки не встановлено. Ентузіазм Кампанелли щодо техніки, за Ф. Голл, віддзеркалював і соціальні перетворення в ранній Новий час. Мореплавці Доби великих географічних відкриттів, видавці, такі як Альд, Ельзевір або Плантен, і художники Ренесансу є прикладами фахівців в техніці і технологіях, які досягнули високого соціального статусу і поваги за свої відкриття.
Ймовірно, саме завдяки цій тенденції техніка має в Місті Сонця високий соціальний престиж, а одним зі складових статусу солярійця є його практичні навички і знання якомога більшої кількості ремесел. Це ж було відбиттям популярної в тодішніх диспутах теми, про те, що становить природу справжньої шляхетності. У цьому плані концепція благородства Кампанелли була для свого часу революційною. Сучасники Кампанелли не виходили за межі «шляхетності духу», якого можна набути особистими чеснотами, тоді як калабрійський домініканець взагалі відмовився від чеснот (точніше, зробив їх суспільним тлом), а благородством наділив людей через практичні переваги. Цю тенденцію не слід абсолютизувати: найвищі посади в Місті займають філософи, нездатні до фізичної праці. Проте освіта у Місті Сонця включала безліч технічних дисциплін, що було інверсією гуманістичної освіти Ренесансу. Крім того, Кампанелла вважав доброчесність наслідком правильного схрещування людських особин, простим научуванням її набути не можна. Однак діти навчаються, граючись, але вже з семи років їх водять по різних майстернях, примічаючи, де у кого з'явиться інтерес до тієї чи іншої практичної спеціальності. Рівним чином, і для великого правителя — Метафізика — «ганебним було б не володіти і механічними мистецтвами», крім всеосяжних знань у всіх інших галузях. Ба більше: солярієць тільки тоді отримує прізвище, коли прославляється у відповідному ремеслі, подібно до того, як стародавні римляни нагороджували почесними прізвиськами полководців. Ремісничі об'єднання відіграють велику роль і в судочинстві: своїх працівників судять безпосередні начальники.
Кампанелла гранично чітко розділяв науку і техніку. Наука — це знання законів природи, техніка — методи контролю над природою. Однак серед зображень законовчителів, поміщених на зовнішній стороні шостого кола стін Міста, включаючи Мойсея, Ісуса і Магомета, не згадано засновників наук або винахідників знарядь. Втім, Кампанелла не втомлювався повторювати, що за сторіччя, яке передувало його народженню, у світі відбулось винаходів більше, ніж за попередні 4000 років. Найважливішими він вважав компас, друкарство і вогнепальну зброю. Солярійці пішли ще далі й винайшли повітроплавання, телескопи для пошуку невидимих зір і пристрої для слухання музики сфер. Останнє було додано в друковане видання «Міста Сонця» після участі Кампанелли в захисті Галілея і прочитання «Зоряного вісника». Кампанелла багато писав і про військову техніку, зокрема «грецький вогонь», який також використовували солярії.
Практично одночасно з «Містом Сонця» опубліковані «Християнополіс» Йоганна Андрее (1619) та «Нова Атлантида» Бекона (1626). І в цих утопіях техніка відігравала важливу роль, зокрема роль прикладної науки. Через це, а також спіритуалістську налаштованість Кампанелли, роль техніки в його утопії часто недооцінювали, хоча вона зіграла свою роль у підвищенні статусу науки в сучасному суспільстві.

## Історія створення. Питання текстології

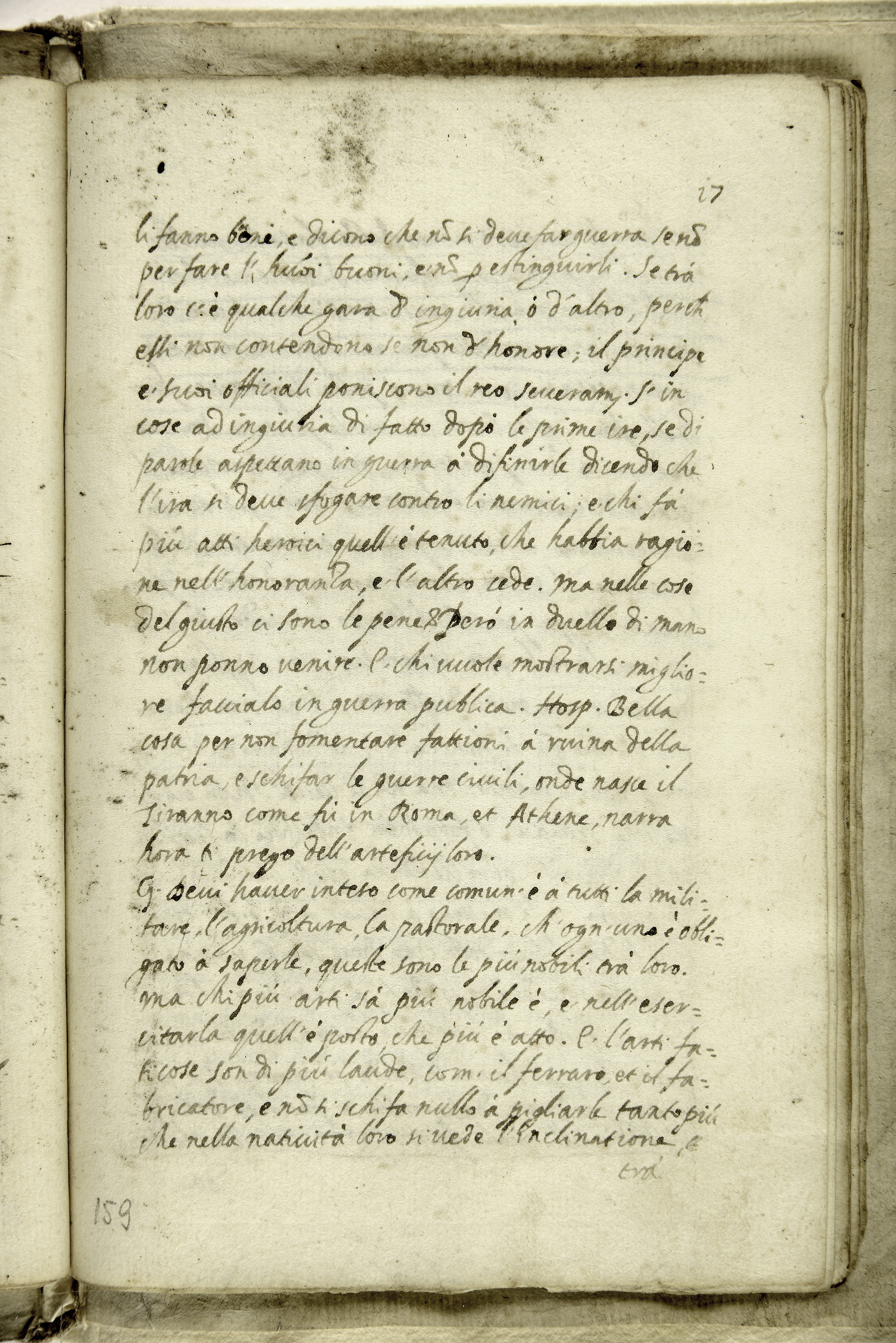
Сторінка з італійської рукопису «Міста Сонця» (BCT-1538). Тренто, Муніципальна бібліотека

Томмазо Кампанелла розпочав писати «Місто Сонця» на початку 1602 року — через три роки після невдалого повстання 1599 року в Калабрії, яке мало повалити владу іспанців і встановити ідеальний громадський порядок. У 1600—1601 роках домініканець перебував під слідством, причому йому загрожувала смертна кара як за спробу заколоту, так і за звинуваченнями у злочинах проти віри. Влітку 1601 року голову повстання піддали 40-годинним тортурам, після яких офіційно визнали божевільним і йому більше не загрожувала смертна кара. Однак лікування від наслідків тортур вимагало майже шести місяців.
У друкованому вигляді «Місто Сонця» опублікував Тобіас Адамі у Франкфурті в 1623 році як додаток до третьої частини «Реальної філософії». Він був вражений образами трактату і порівняв його з «чистим і яскравим дорогоцінним каменем». Кампанелла особисто перевидав «Реальну філософію» з «Містом Сонця» в Парижі в 1637 році; третє видання було посмертним і побачило світ 1643 року в Утрехті. Перше видання 1623 року було забезпечене маргіналіями, зробленими, мабуть, Т. Адамі. Трактат видавався суто латинською мовою; з другого видання був зроблений італійський переклад, який істотно вплинув на французький, англійський та німецький переклади. Його опубліковано 1836 року в Лугано. Цей переклад був анонімним, причому його автор ніяк не обумовлюючи видалив усі важкі для розуміння пасажі оригіналу, особливо що стосуються астрології. Втім, переклад був популярним і 1854 року його включили до зібрання творів Кампанелли під редакцією Алессандро Д'Анкони. Той факт, що до XIX століття відтворювалися тільки латинські видання трактату, призвів до того, що навіть фахівці з літератури і філософії вважали, що Кампанелла написав оригінал латинською мовою, тоді як рукописи італійською мовою, які зберігалися в Італії, вважали ранніми перекладами. Між тим, в «Оповіданні про власні книги» Кампанелли (1635) прямо йшлося, що Тобіас Адамі видав трактат інтернаціональною мовою освічених людей, а Калабрієць написав його італійською.
Систематичними пошуками рукописів «Міста Сонця» зайнявся в 1880-х роках перший біограф Кампанелли — Луїджі Амабіле. У Неаполі йому вдалося відшукати два списки і дізнатися про існування ще чотирьох. Автограф Кампанелли не дійшов до наших днів, всі наявні рукописи — лише списки з нього. Амабіле прийшов до висновку, що текст утопії пройшов три етапи редагування: первісну італійську версію сам Кампанелла не раніше 1613 року переклав на латинь, а далі Кампанелла редагував латинський текст для перевидання в Парижі. Альфред Штеклі послідовно дотримувався версії, що переклад був зроблений кимось іншим, до того ж, іноземцем, який не цілком засвоїв італійську мову. Дослідникам відразу стало очевидно, що латинський та італійський тексти відрізнялися один від одного, причому у важливих деталях: у латинських виданнях Кампанелла зізнавався, що симулював божевілля у в'язниці і наділив соляріїв безліччю винаходів, включаючи повітроплавання. Італійський текст опублікував Едмонд Сольмі лише в 1904 році в Модені; він ґрунтувався на шести рукописах. Приблизно тоді ж систематичними пошуками рукописів Кампанелли займався професор Юр'ївського університету В. І. Квачала, який виявив ще два раніше невідомих рукописи — у Відні та Римі. У 1940-х роках вийшли зразкові з текстологічної точки зору видання Норберто Боббіо і Луїджі Фирпо, засновані на латинському тексті 1637 року, як єдиному, з яким працював безпосередньо автор. Сучасне наукове видання італійського тексту випустила в 1996 і 1997 роках Джермана Ернст, причому друге основується на редакції Фірпо. Новітню бібліографію видань 1623—2002 років опублікувала Маргеріта Палумбо в Пізі у 2004 році.

## Першовидання 1623 року
- F. Thomae Campanellae Calabri o.p. Realis philosophiae epilogisticae partes quatuor, hoc est De rerum natura, Hominum moribus, Politica, cui Ciuita solis iuncta est & Oeconomica, cum adnotationibus physiologicis. A Thobia Adami nunc primum editae. — Francforti : impensis Godefridi Tampachii, 1623.

## Переклад українською
- Томазо Кампанелла. Місто Сонця. Переклад з латини Йосипа Кобова та Юрія Цимбалюка. — Київ: видавництво «Дніпро», 1988. (Серія «Вершини світового письменства» — «Утопічний роман»)